# Paradelphomyia maddocki
Paradelphomyia maddocki är en tvåvingeart som först beskrevs av Alexander 1948.  Paradelphomyia maddocki ingår i släktet Paradelphomyia och familjen småharkrankar. Inga underarter finns listade i Catalogue of Life.